# Virgen del Socorro (Güímar)
Nuestra Señora la Virgen del Socorro, es una advocación mariana de la Iglesia católica. Se venera en la parroquia matriz de San Pedro Apóstol, Güímar, localidad de la que es patrona y alcaldesa honoraria y perpetua.

## Historia
Se trata de una advocación estrechamente vinculada a la devoción a la Virgen de la Candelaria. La advocación de El Socorro surge de un momento específico de la aparición a los guanches de la imagen de la Candelaria en las playas de Chimisay. 
El mencey guanche la intentó trasladar el mismo con sus propias manos, pero la talla experimentó un gran peso, hasta el punto que el rey hubo de pedir socorro a sus súbditos, para que lo ayudaran. Es así que en lugar de la aparición hay hoy día una cruz y en el lugar donde el mencey pidió socorro, una pequeña ermita dedicada a Nuestra Señora del Socorro. Si bien, la actual imagen de esta Virgen se venera en la parroquia matriz de San Pedro Apóstol, visitando esta pequeña ermita del Socorro con motivo de la Romería de El Socorro en el mes de septiembre.

## La imagen

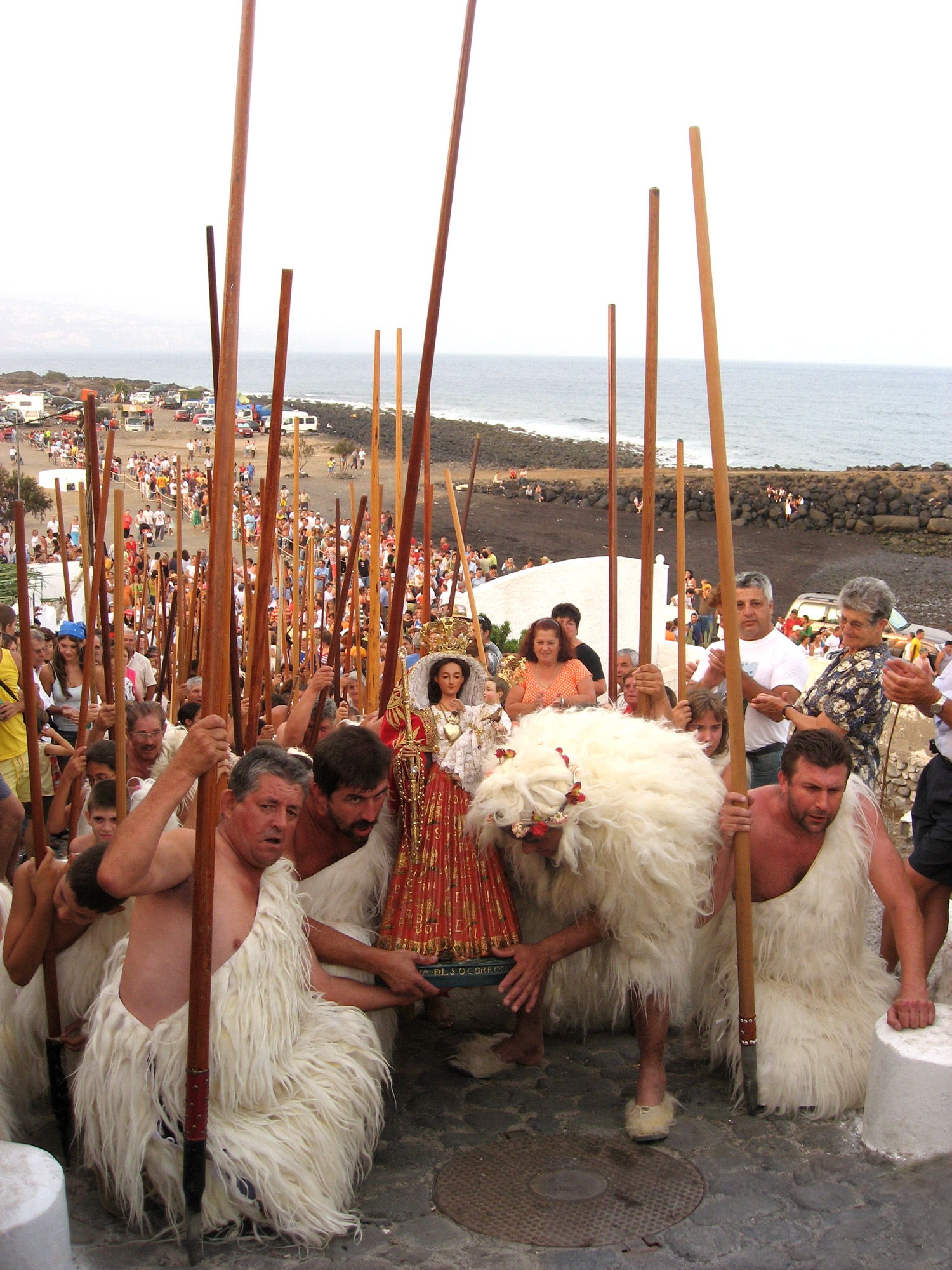
Escenificación de la aparición de la Virgen en la Playa de El Socorro, Güímar

La imagen de la Virgen del Socorro es de estilo barroco datada en 1630. Realizada en madera policromada, fue hecha inicialmente para venerarse en la citada ermita del Socorro. Lugar en donde permaneció hasta la Guerra hispano-estadounidense (1895-1898) en que por motivos de seguridad fue trasladada a la iglesia de San Pedro.
Se trata de una imagen pequeña, de 80 cm de altura. El niño Jesús, de 30 cm de longitud, se encuentra en su brazo izquierdo. Lleva en sus manos un pájarillo, tallado en madera policromada roja y verde. La Virgen lleva de diario en la mano derecha una vela o candela de plata de 54 cm, pero durante su festividad se sustituye por una de oro de 58 cm. A la talla se le superponen mantos de tela de diversos colores.
Su iconografía es la misma que la de la Virgen de Candelaria, solo que la Virgen del Socorro es blanca, siendo la de Candelaria morena.
En la peana de la imagen aparece la siguiente inscripción:

"“TA MARIA DEL
SOCORRO HISO LAN(...) EN TF.E 
An DE 1630."

Esta inscripción se relaciona en palabras de don  Manuel González Méndez (antiguo párroco de la iglesia matriz de San Pedro), con la antífona mariana del Magnificat de las primeras vísperas de la Fiesta de la Virgen.
La imagen fue coronada canónicamente el 19 de octubre de 2008.

## Fiestas
Cada año en el mes de septiembre se celebra la Romería de la Bajada de la Virgen del Socorro. Declarada Fiestas de Interés Turístico Regional, es considerada la romería más antigua de todo el Archipiélago Canario, además de una de las más populares.
Cada 7 de septiembre de madrugada la Virgen del Socorro baja en multitudinario recorrido por el camino del Socorro hasta el caserío situado en la playa de Chimisay. En este lugar se realiza la ceremonia de la aparición de la Virgen a los guanches, a su finalización, procesión de regreso a la ermita del Socorro. Al día siguiente, tiene lugar la subida de la Virgen de regreso a la iglesia de San Pedro de Güímar.